# Croton ripensis
Espèce
Croton ripensis est une espèce de plantes à fleurs du genre Croton et de la famille des Euphorbiaceae, présente aux îles Carolines (Pohnpei) .